# Афровенатор
Афровенатор (Afrovenator) — рід мегалозаврових тероподів середнього або пізнього юрського періоду з формації Tiourarén і, можливо, з формації Irhazer II у нігерському регіоні Сахари на півночі Африки. Афровенатор є єдиним належно ідентифікованим гондванським мегалозавром, із можливими знахідками в пізній юрі (формації Tacuarembó в Уругваї та в формації Tendaguru в Танзанії). Вперше описаний палеонтологом Полом Серено в 1994 році. Представлений одним видом — Afrovenator abakensis.

## Історія відкриття

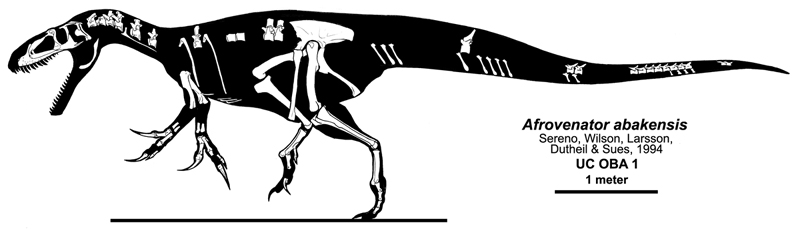
Скелетна діаграма з відомим матеріалом (білим)

Рештки афровенатора були знайдені в 1993 році у формації Tiourarén регіону Агадес в Нігері. Спершу вважалося, що формація Tiourarén репрезентує готерівський та баремський яруси ранньої крейди, тобто ~132—125 мільйонів років тому (Sereno et al. 1994). Однак повторна оцінка відкладів показала, що вони, ймовірно, належать до середньо—пізньоюрського періоду, що датує афровенатора батським—оксфордським ярусами, близько 167—161 млн років тому. З цієї формації також відомий завропод Jobaria, рештки якого вперше згадуються у статті-описі афровенатора.

## Опис

Порівняння розмірів афровенатора (червоним) з близькоспорідненими Dubreuillosaurus та Magnosaurus

Судячи з одного відомого скелета, цей динозавр мав близько 8 метрів завдовжки, від морди до кінчика хвоста, і важив близько 1 тонни, за оцінкою Грегорі С. Пола. Томас Р. Хольц-молодший оцінив його в 7,6 метра у довжину і 453—907 кг вагою. У 2016 році була дана нижча оцінка — 6,8 метра завдовжки, 1,9 метра у висоту в стегнах і 790 кг вагою.
Встановлено кілька автоапоморфій — ознак, які відрізняють афровенатора від його найближчих родичів. Заглибина, в якій розташована передочна фенестра, має передній кінець у формі лопаті. Третій шийний хребець має низький прямокутний відросток. Кістка зап'ястя у формі півмісяця дуже плоска. Перша п'ясткова кістка має широко розширену контактну поверхню з другою п'ястковою кісткою. Ніжка лобкової кістки має виїмку ззаду.